# مثقبية بروسية
المثقبية البروسية (باللاتينية: Trypanosoma brucei) نوع من الطلائعيات الطفيلية المسببة لداء المثقبيات الأفريقي (مرض النوم) في الحيوان والإنسان في أفريقيا. وهناك ثلاثة نويعات (ضروب)، هي المثقبية البروسية البروسية (T. b. brucei) الذي يسبب مرض Nagana في الماشية والمثقبية البروسية الروديسية (T. b. rhodesiense) والمثقبية البروسية الغامبية (T. b. gambiense) الذان يسببان داء المثقبيات الأفريقي.
هذه الطفيليات قد تأتي في مكانين مختلفين، وبسبب الفارق الكبير بين الحشرات والحيوانات تمر المثقبيات في دورة حياة في القناة الهضمية في الحشرات والدم في الثدييات لتسهيل بقائها.
كما أنه لها ميزات فريدة من نوعها في تغيير سطح بروتين السكري لتغطيته من أجل تجنب المرور في الجهاز المناعي.